# Їв Лоде
Їв Лоде (фр. Yves Loday, 27 вересня 1955) — французький яхтсмен.
Олімпійський чемпіон 1992 року в класі Торнадо, учасник 1984 року.